# 蒂拉普南鰍
蒂拉普南鰍（學名：Schistura tirapensis）為輻鰭魚綱鯉形目條鰍科南鰍屬的其中一種。分布於亞洲印度阿魯納恰爾邦淡水流域，體長可達5.6公分，棲息在河川底層水域，生活習性不明。

## 扩展阅读
維基物種上的相關：蒂拉普南鰍